# Gol Gohar Sirjan FC
Der Gol Gohar Sirjan Football Club (persisch باشگاه فوتبال گل‌گهر سیرجان), auch bekannt als Gol Gohar Sirjan, ist ein iranischer Fußballverein aus Sirdschan in der Provinz Kerman. Aktuell spielt der Verein in der ersten Liga, der Persian Gulf Pro League.

## Erfolge
- Iranischer Zweitligameister: 2018/19  ▲
- Iranischer Drittligavizemeister: 2006/07  ▲
- Iranischer Viertligameister: 2005/06  ▲

## Stadion
Der Verein trägt seine Heimspiele im Shahid Qasem Soleimani Stadium im 	Gol Gohar Sport Complex in Sirdschan aus. Das Stadion hat ein Fassungsvermögen von 8000 Personen.

## Trainer
Stand: Oktober 2024
| Trainer              | Nation       | von               | bis               |
| -------------------- | ------------ | ----------------- | ----------------- |
| Ghasem Shahba        | Iran         | 1. Juli 2012      | 10. November 2015 |
| Armen Gulbudaghian   | Armenien     | 13. November 2015 | 4. Dezember 2015  |
| Majid Namjoo Motlagh | Iran         | 5. Dezember 2015  | 30. Juni 2016     |
| Vinko Begovic        | Kroatien     | 1. Juli 2017      | 5. Oktober 2019   |
| Majid Jalali         | Iran         | 16. Oktober 2019  | 30. August 2020   |
| Amir Ghalenoei       | Iran         | 2. September 2020 | 19. März 2023     |
| Saeed Alhoei         | Iran         | 18. März 2023     | 1. Juni 2023      |
| Marinos Ouzounidis   | Griechenland | 13. Juni 2023     | 30. Juni 2024     |
| Mehdi Tartar         | Iran         | 11. Juli 2024     |                   |